# Florian Leopold Gassmann
Florian Leopold Gassmann (Most, Bohèmia, 3 de maig de 1729 – Viena, Àustria, 21 de gener de 1774) fou un compositor austríac d'origen txec. A més de compositor d'òperes, també fou autor d'oratoris, música sacra en llatí i música instrumental d'orquestra i de cambra, himnes, simfonies, etc.
Es formà musicalment amb Johann Woborschil, de qui rebé lliçons de cant, violí i arpa. Anys més tard anà a Itàlia va estudiar a l'escola del pare Martini, a Bolonya. S'instal·là a Venècia, on estigué al servei del comte Leonardo Veneri. El 1757 compon la primera òpera, Merope, amb motiu del carnaval de Venècia. Pel carnaval d'aquesta ciutat creà una òpera cada any fins que fou cridat el 1762 a Viena com a mestre compositor de l'Òpera Imperial en substitució de Gluck.
Els teatres de Viena restaren tancats durant l'any de dol oficial (1765-66) per la mort de Francesc I del Sacre Imperi Romanogermànic, i per aquest motiu Gassmann retornà a Venècia, on estrenà l'òpera Achille in Sciro al Teatre de San Giovanni Grisostomo. En aquest segon període venecià conegué Antonio Salieri, amb el qual continuà els seus estudis a Viena.
El 1770, en ocasió de la trobada de Josep II del Sacre Imperi Romanogermànic i Frederic el Gran a Mährisch-Neustadt, escriví la que havia de ser una de les seves opéras-comiques més cèlebres i populars, La contessina. Des del 1771 exercí els càrrecs de mestre de capella de la cort i director de la Biblioteca Musical de l'emperador d'Àustria.
Gassmann fou el fundador d'una de les societats musicals més antigues de Viena, la Tonkünstler-Sozietät. Per a aquesta entitat va escriure l'oratori La Betulia liberata (1772).

## Òperes
- Merope (llibret de Apostolo Zeno, opera seria, 1757, Venècia)
- Issipile (llibret de Pietro Metastasio, opera seria, 1758, Venècia)
- Gli uccellatori (llibret de Carlo Goldoni, dramma giocoso, 1759, Venècia)
- Filosofia in amore (llibret de Carlo Goldoni, dramma giocoso, 1760, Venècia)
- Catone in Utica (llibret de Pietro Metastasio, opera seria, 1761, Venècia)
- Ezio (llibret de Pietro Metastasio, opera seria, 1761, Florència)
- Un pazzo ne fa cento (dramma giocoso, 1762, Venècia)
- L'olimpiade (llibret de Pietro Metastasio, opera seria, 1764, Viena)
- Il trionfo d'amore (llibret de Pietro Metastasio, azione teatrale, 1765, Viena)
- Il viaggiatore ridicolo (llibret de Carlo Goldoni, dramma giocoso, 1766, Viena)
- L'amore artigiano (llibret de Carlo Goldoni, dramma giocoso, 1767, Viena)
- Amore e Psiche (llibret de Marco Coltellini, opera seria, 1767, Viena)
- La notte critica (llibret de Carlo Goldoni, opera buffa, 1768, Viena)
- L'opera seria (llibret de Ranieri de' Calzabigi e Pietro Metastasio, commedia per musica, 1769, Viena)
- La contessina (llibret de Marco Coltellini, da Carlo Goldoni, dramma giocoso, 1770, Nové Město na Moravě)
- Il filosofo innamorato (llibret de Marco Coltellini, dramma giocoso, 1771, Viena)
- Le pescatrici (llibret de Carlo Goldoni, dramma giocoso, 1771, Viena)
- Don Quischott von Mancia (llibret de Giovanni Battista Lorenzi, commedia, 1771, Viena)
- I rovinati (llibret de Giovanni Antonio Gastone Boccherini, 1772, Viena)
- La casa di campagna (llibret de Giovanni Antonio Gastone Bocchierini, 1773, Viena)